# デートレイプ
デートレイプ（英: date rape）とは、友人や知人、恋人の間など、婚姻関係にはないものの社会的には相互関係のある人の間での、非合意の上での強制性交である。交際している相手に対して、脅迫などの精神的な圧力を加えたり、薬物を用いるなどして、否定の意思を表示できないようにして行われる性交も、デートレイプに含まれる。

## 概要
その考えは物理的威圧があるとされる強姦についての伝統的かつしばしば不正確な概念と対照的に存在する。その多さが指摘される場合は多く、一見するとこの問題は社会問題として成立しうるように感じるが、社会通念上の「強姦」を構成する要素との差異のために社会問題化することは非常に困難である。こういった場合武器も脅迫もなく、恋人など単純に近い人間が性行為を同意なく行っているだけであるため、日本などのように物理的もしくは心理的な強制を伴う場合に強姦が成立しうるとする国々においては法的に強姦罪を適用することは難しいためである。

また、ケタミンやフルニトラゼパムなどの薬物が用いられる場合もある。しかし、調査によると、アメリカ合衆国とイギリスでは、アルコールが最も多く用いられている。また、デートレイプ用の薬物を酒の中に混入させる事もある。